# Александру Пиру
Александру Пиру (рум. Alexandru Piru, рођен 22. августа 1917. године, Бакау — преминуо 6. новембра 1993. године, Букурешт) је румунски књижевни критичар и историчар књижевности. Био је професор књижевности на филолошком факултету, Универзитета у Букурешту.
Био је сарадник Ђорђу Калинеску (рум. George Călinescu) најпознатијем румунском књижевном критичару. Помогао му је око писања дела Историја румунске литературе од њених почетака до данашњих дана (рум. Istorii a literaturii române de la origini și pînă în prezent) за које је написао и предговор. Александру Пиру је 2006. године постхумно изабран за члана Румунске академије (рум. Academia Română).

## Избор објављених књижевних дела

### Историја румунске литературе
- Literatura romînă veche, ediția întâi, 1961
- Literatura romînă veche, ediția a doua, 1962
- Literatura romînă premodernă, 1964
- Istoria literaturii romîne de la origini până la 1830, 1977
- Istoria literaturii romîne de la început până astăzi, 1981
- Istoria literaturii române, ediția revizuită de autor, apărută postum, 1993
- Istoria literaturii române, 1994

### Критичке монографије
- Viața lui G. Ibrăileanu, 1946
- Opera lui G. Ibrăileanu, 1959
- Liviu Rebreanu, 1965
- C. Negruzzi, 1966
- Ion Eliade Rădulescu, 1971

### Остале студије
- Varia
- Poezia română clasică
- Studii și comunicări, у сарадњи са Ђорђем Калинескуом (1966)
- Universul poeziei, у сарадњи са Ђорђем Калинескуом (1971)
- Analize și sinteze critice (1973)
- Poezia românească contemporană (1975).
- Valori clasice (1978)
- Discursul critic (1987)
- Eminescu, azi (1993)